# 클럽 21
클럽 21(영어: Club 21 )은 싱가포르 기업가 크리스티나 옹이 1972년 설립한 명품 소매 회사이다. 싱가포르를 시작으로 한국, 호주, 중국, 홍콩 등 15개국에서 매장을 운영하며 다양한 패션 및 명품 브랜드를 판매. 현재 3,800여명의 직원을 보유하고 있으며 도매, 브랜드 관리, 소매 등 다양한 사업을 진행하고 있다.